# Ivan Blinov
Ivan Gavrilovitch Blinov (en russe : Иван Гаврилович Блинов), né le  5 novembre 1872 (17 novembre dans le calendrier grégorien) au village Koudachikha du gouvernement de Nijni Novgorod, dans l’Empire russe et mort le 8 juin 1944 au même village Koudachikha, dans l'oblast de Gorki, en URSS, est un grand calligraphe et peintre-miniaturiste russe. Il travailla dans un style traditionnel.

## Biographie
Il est né dans une famille de paysans. Son grand-père et son oncle du côté de sa mère sont des peintres d’icônes.
Il travaille principalement à Moscou à partir de la fin des années 1900.
En 1912, il peint à proximité de Kharkov le décor de la chapelle du manoir Natalievka qui appartenait à l’entrepreneur P. I. Kharitonenko, « roi du sucre » en Russie.
En 1916, pendant trois semaines, il vit à Tsarskoïe Selo, où il peint trois statues pour l’ordre féminin de Sainte Olga, pour lesquelles il reçoit des remerciements de l’impératrice.
Après 1917, la carrière de Blinov comme calligraphe et peintre cesse. De 1920 jusqu’à 1925, il a le poste de directeur au sein du musée ethnographique de Gorodets, fondé avec sa participation. En 1925, il retourne dans son village natal.

## Créations
Pendant les années de travail, Blinov a fait des calligraphies et des miniatures pour 200 manuscrits médiévaux de différents genres. Le peintre a créé des miniatures, deux louboks avec l’image de la bataille de Koulikovo et plusieurs toiles sur les thématiques spirituelles et historiques.
Les chefs-d’œuvre d'Ivan Blinov sont un résultat de l’évolution de la calligraphie slave orientale et de l’enluminure. Ses peintures sont l’accumulation du meilleur héritage artistique des siècles précédents.
En URSS, les créations de Blinov ont été cachées du grand public. L’héritage de Blinov se dévoile vers 1980.

## Famille
- Sa femme : Vera Pavlovna.
- Ses enfants : ses fils Ivan (calligraphe), Philarète, Andreï ; ses filles Nadejda, Alexandra, Taissia, Vassa.

## Galerie

Exemples de créations de Blinov
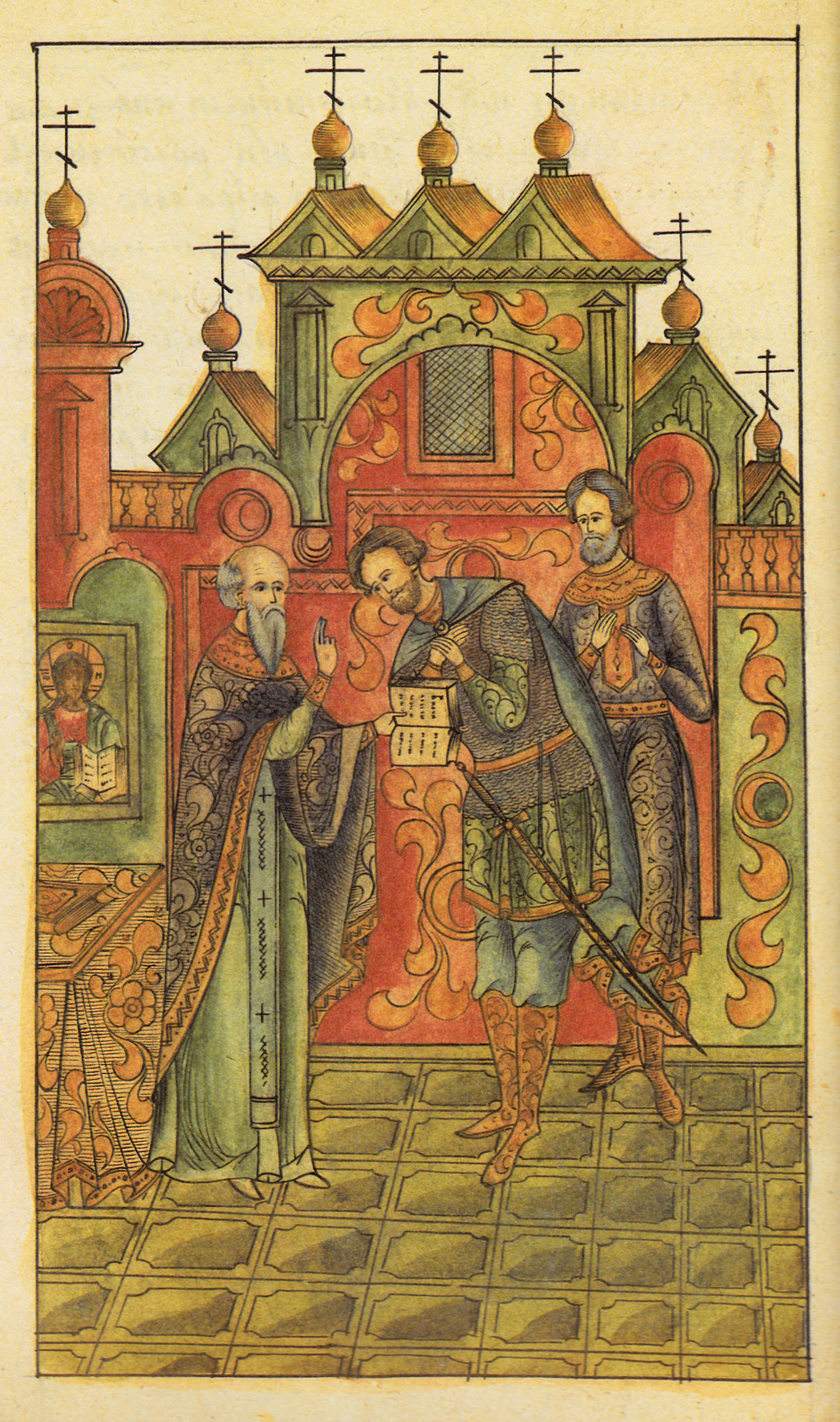
Miniature de "La légende du prince Mikhaïl Tchernigovskï et de son boyard Feodor" (1895)
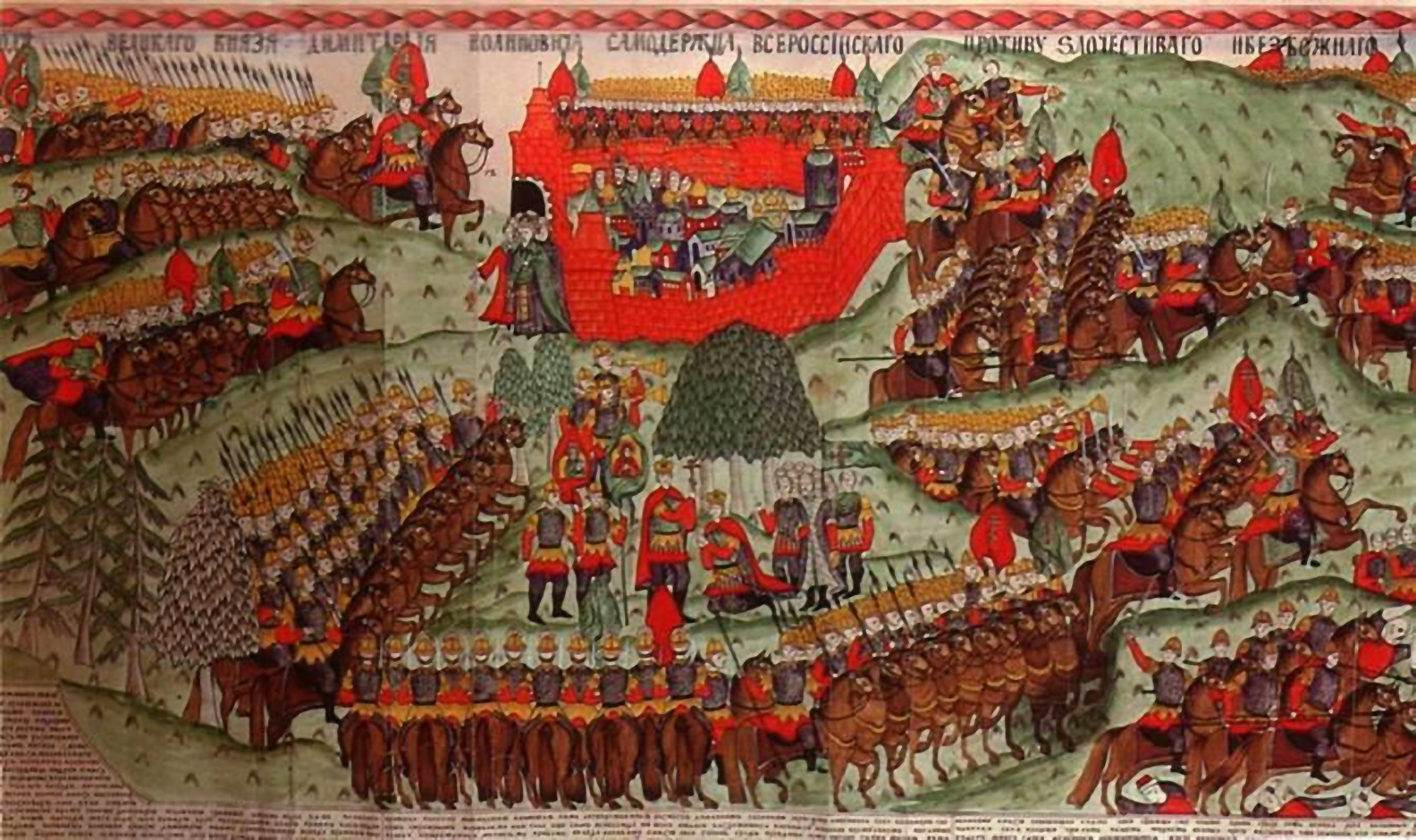
Fragment de la feuille murale (loubok) "La levée et le marche du grand prince Dimitri Ioanovitch, de la majesté de toute la Russie" (entre 1895 et 1900)
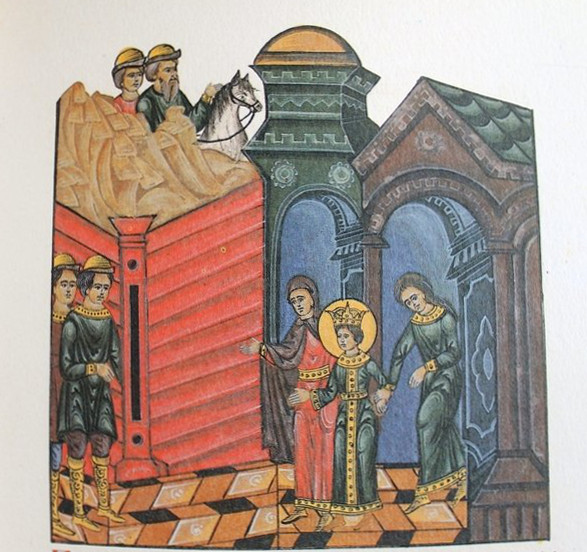
Miniature de "La nouvelle de la meurtre du prince Dmitri" (1896)
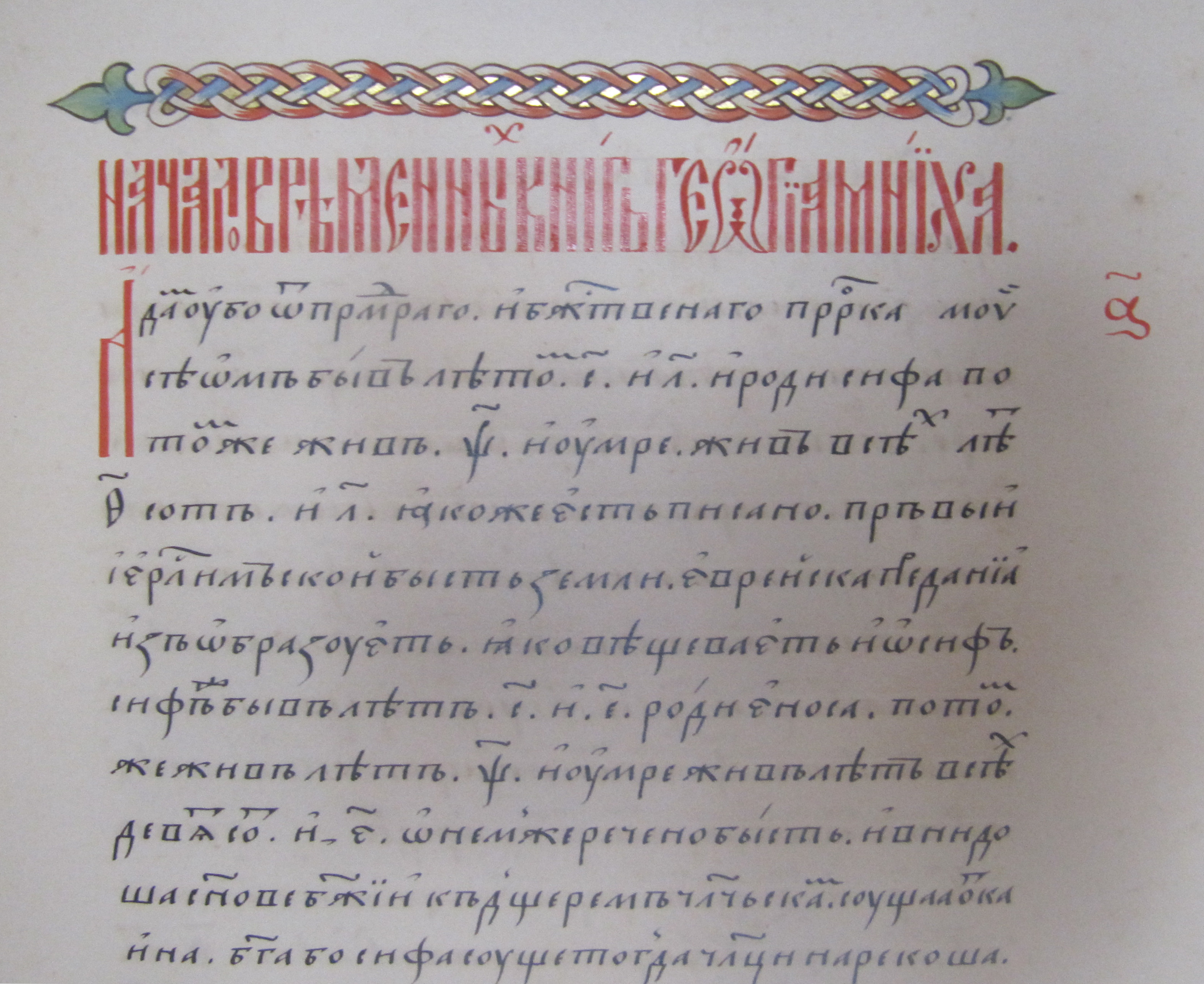
Fragment "Des chroniques de Georgi Amartol" (début du XXe siècle)
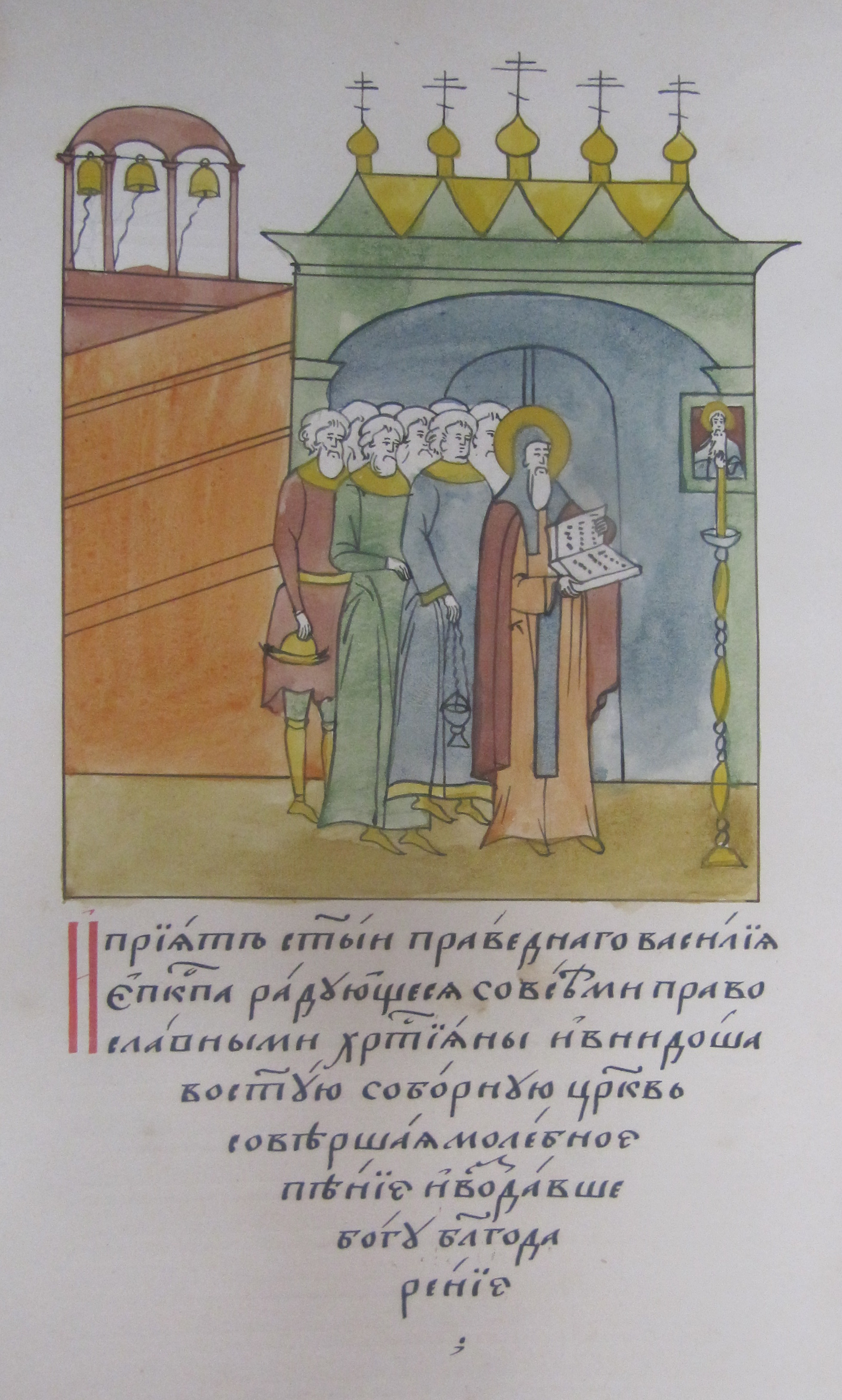
Fragment de "La nouvelle de Saint-Vassilï Riazanskï" (début du XXe siècle)
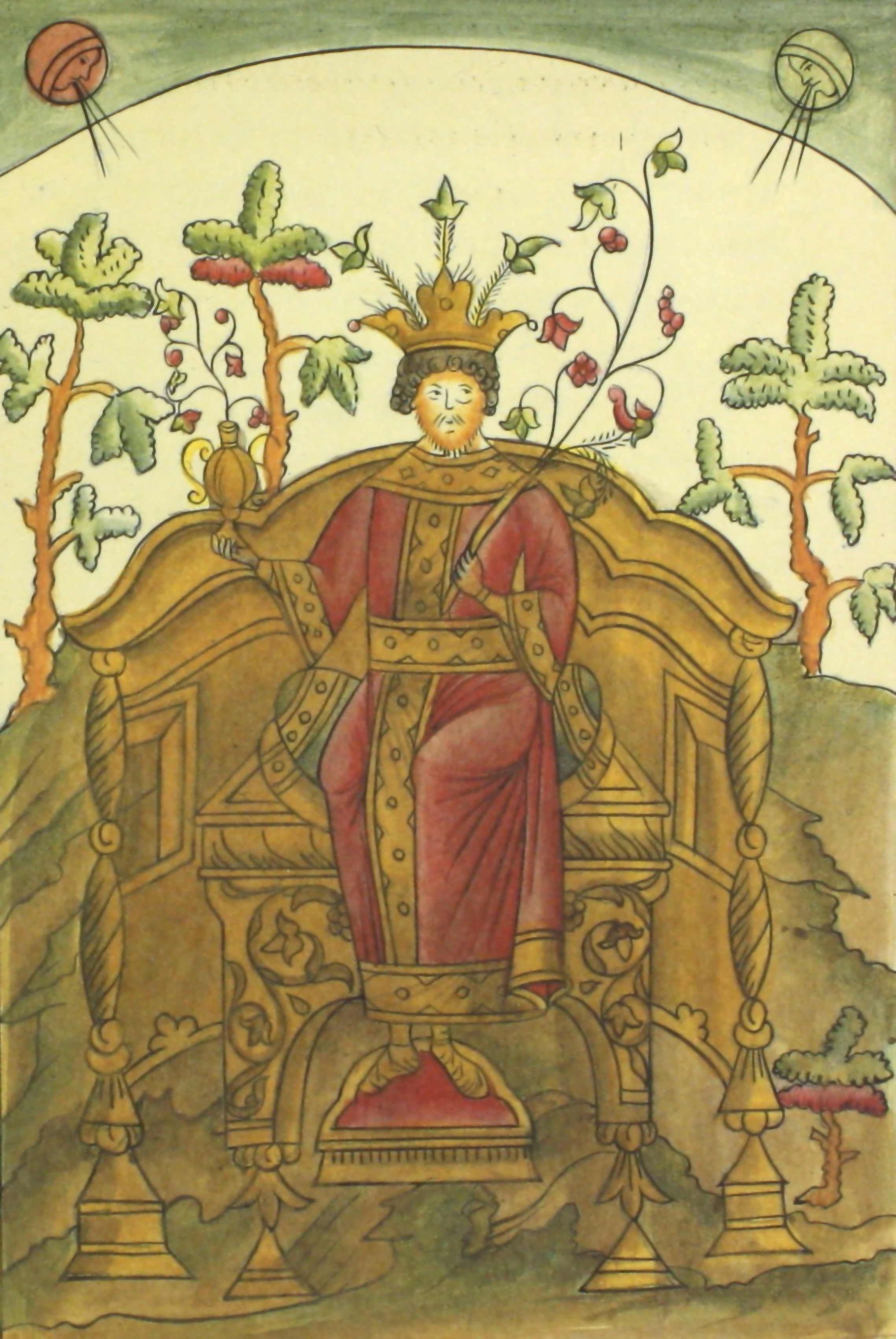
Miniature de "La parabole des saisons de l’année" (début du XXe siècle)
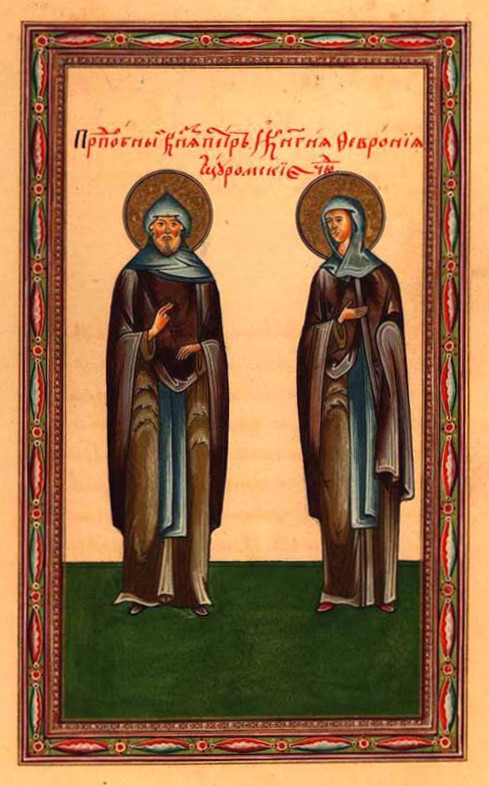
Miniature (de la couverture) de "La nouvelle  de Petr et Fevronï de Mouromsk" (1900)
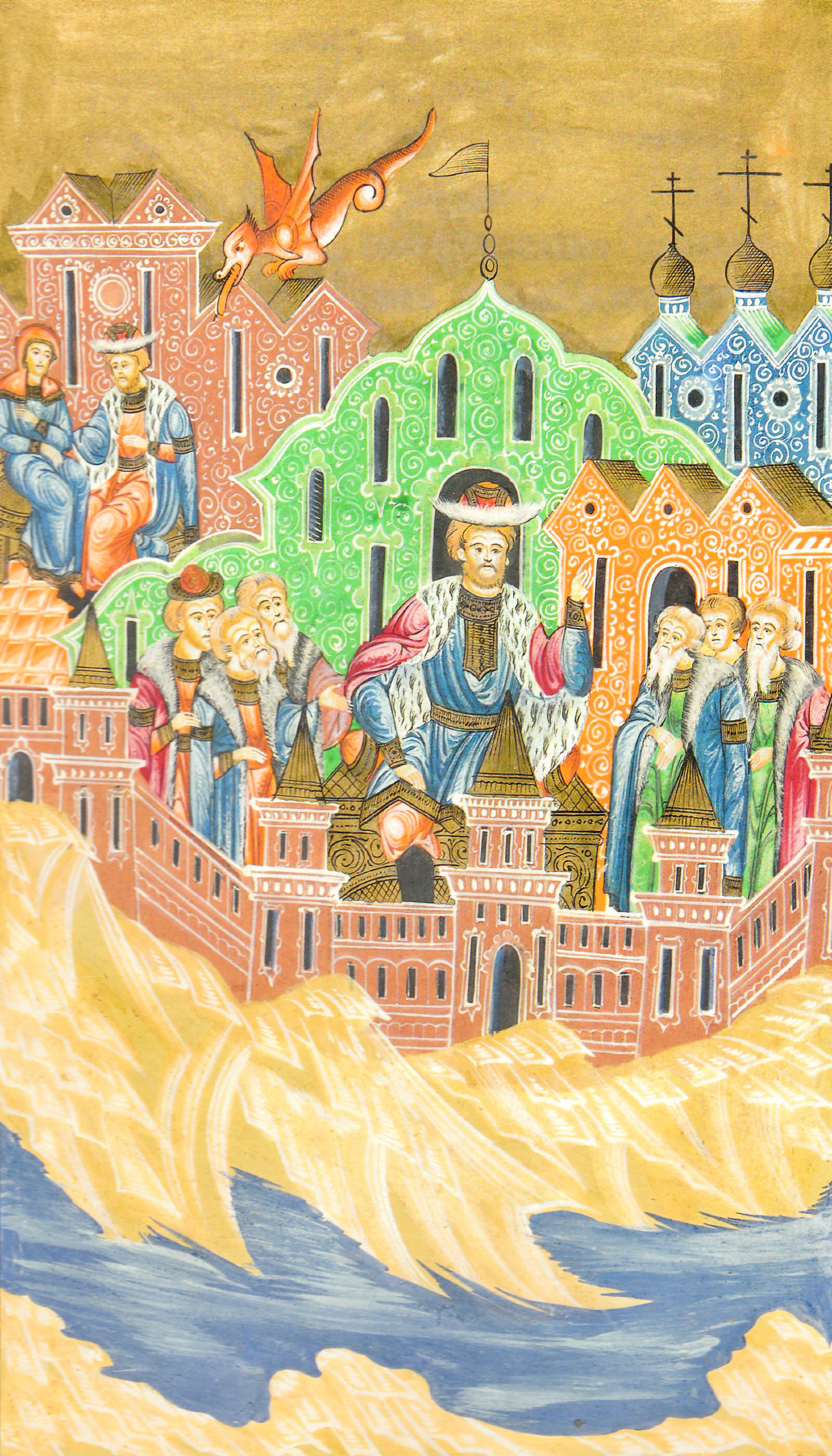
Miniature de "La nouvelle  de Petr et Fevronï de Mouromsk" (1901)
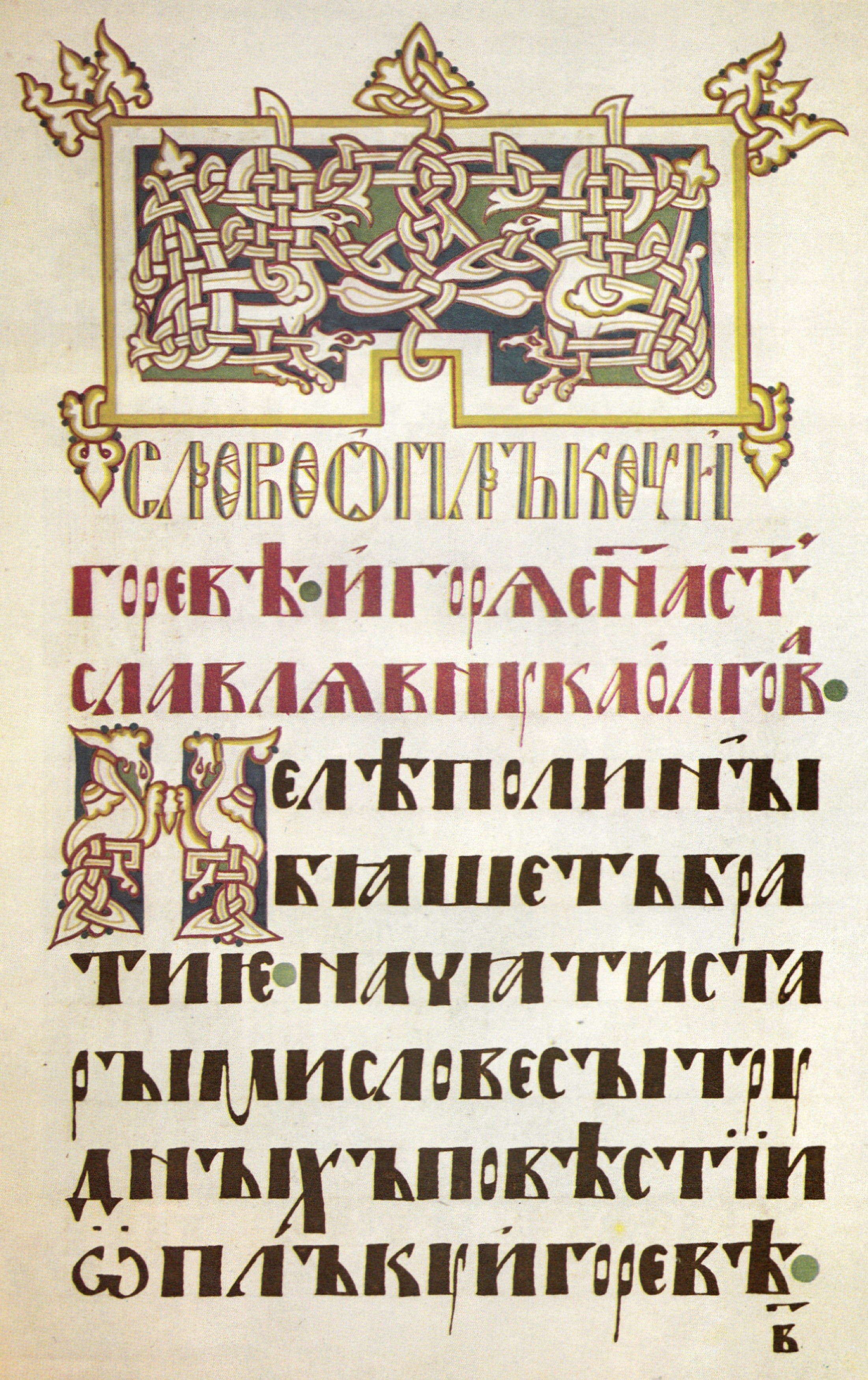
Titre pour "Le dit de la campagne d’Igor" (1912)
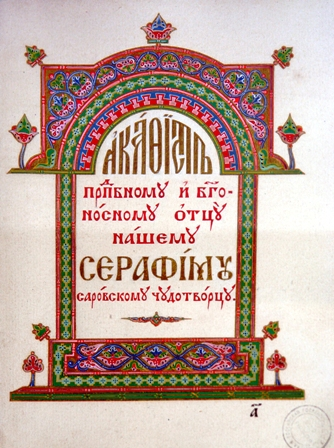
Page de titre "Acathiste à Saint Séraphim de Sarov" (1917)
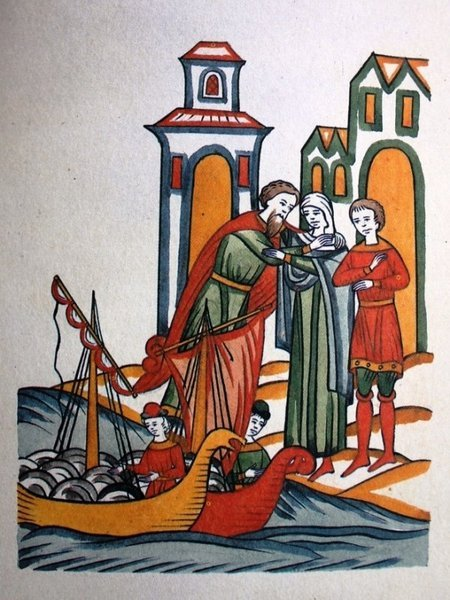
Miniature de "La nouvelle de Savva Groudcin" (1919)
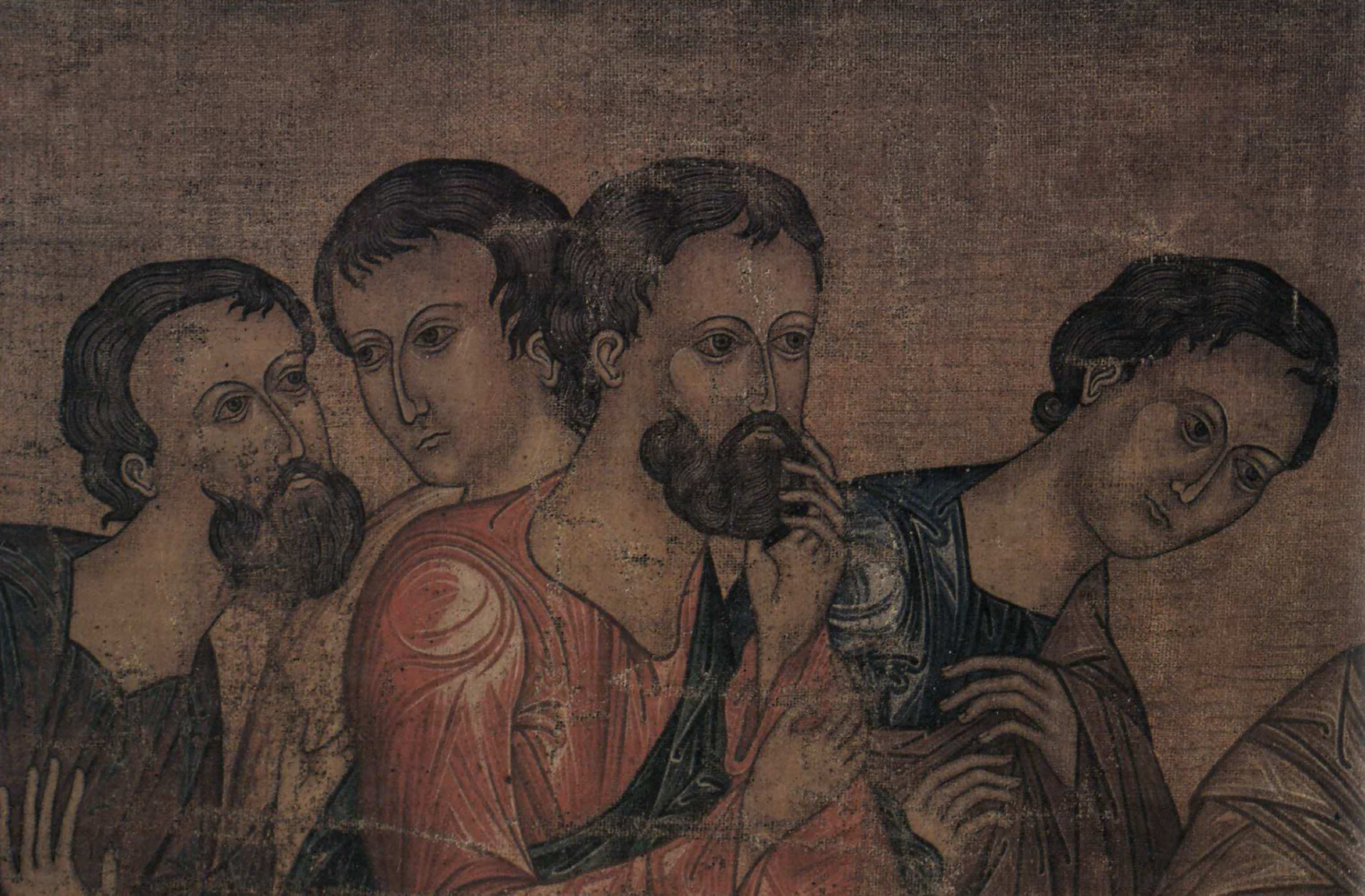
Fragment du tableau "Simon, fils de Jonas, m'aimes-tu?" (1919)

## Travaux publiés

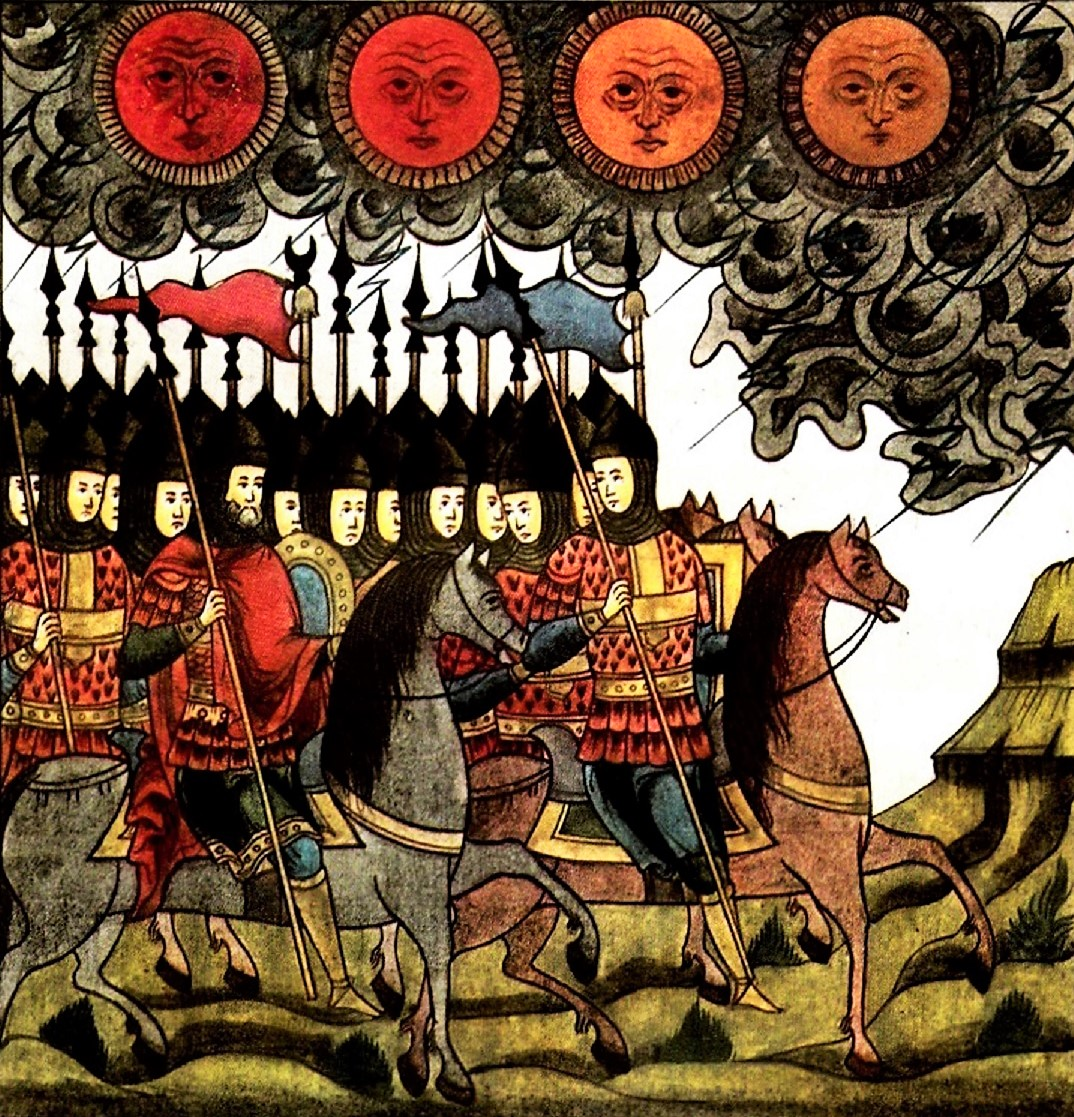
Igor Sviatoslavich, Prince of Chernihiv, par Ivan Blinov, 1912

1. Сказание о князе Михаиле Черниговском и о его боярине Феодоре: Факсимильное воспроизведение лицевого списка из собрания ГИМ / Пер. с древрус. и прил. И. В. Левочкина. М., 1988.
2. Слово о полку Игореве: Факсимильное воспроизведение лицевого списка работы И. Г. Блинова из собрания ГБЛ / Л. А. Дмитриев, Н. К. Гаврюшин, В. П. Гребенюк, И. И. Шкляревский. М., 1988.
3. Покровители семьи и брака святые Петр и Феврония Муромские / Издание выполнено по рукописи Государственного исторического музея: Повесть о Петре и Февронии Муромских. Художник и писец И. Г. Блинов. 1901 г. / Сост., пер. и вступ. ст. Е. М. Юхименко. М., 2012.

## Œuvres
1. Автография жизни моей (1919) / Публ. Е. М. Юхименко // Искусствознание. 2013. №№ 1 – 2. С. 433–438.
2. Обзор городецких храмов и некрополя (1920) / Публ. С. В. Сироткина // Городецкие чтения: Материалы научно-практической конференции 23 – 24 апреля 2004 г. Вып. 5. Городец, 2004. С. 46–51.
3. История города Городца Горьковской области (1937)